# Léon Gambetta (incrociatore)
Il Léon Gambetta fu un incrociatore corazzato della Marine Nationale francese, entrato in servizio nel luglio 1905 come prima unità dell'omonima classe; attivo durante la prima guerra mondiale nel settore del mar Adriatico, fu affondato il 27 aprile 1915 dal sommergibile austro-ungarico U-5 a sud di Santa Maria di Leuca.

## Storia
Impostata il 15 gennaio 1901 nei cantieri dell'arsenale di Brest, la nave venne varata il 26 ottobre 1902 con il nome di Léon Gambetta in onore dell'omonimo primo ministro della Terza Repubblica francese; durante delle prove in mare al largo di Brest nel dicembre 1903 la nave subì gravi danni dopo aver urtato degli scogli a causa della nebbia, fatto che ritardò la piena entrata in servizio dell'incrociatore fino al luglio 1905.

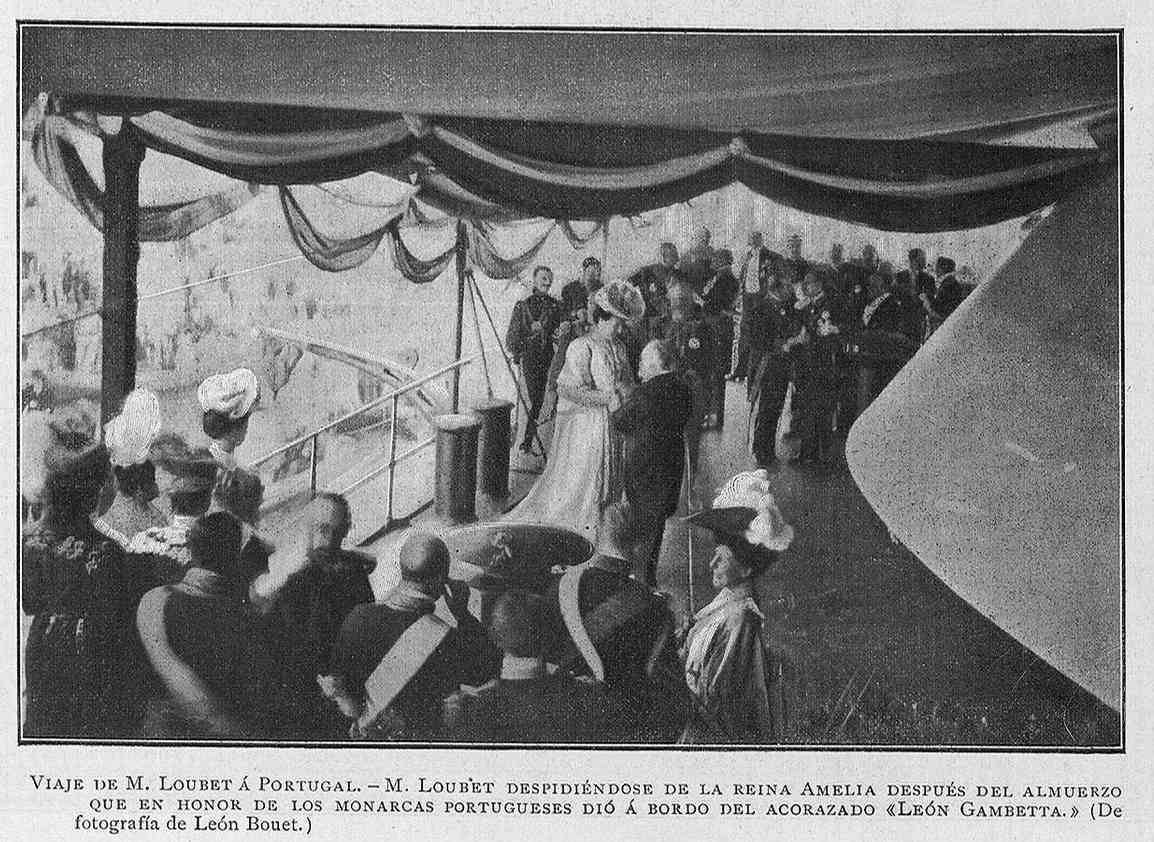
Illustrazione del 1905 comparsa su una rivista relativa ad una visita di stato del presidente Loubet.

Nel 1905 fu nave di rappresentanza per una visita di stato del presidente Émile Loubet in Portogallo.
Allo scoppio della prima guerra mondiale nell'agosto 1914, l'incrociatore fu di base a Malta come nave di bandiera del contrammiraglio Victor Baptistin Sénès, comandante della 2eme Division Légère, e in questa veste prese parte alle operazioni belliche intentate dalla Marina francese contro le basi e le rotte navali dell'Austria-Ungheria nel mar Adriatico; il 16 agosto 1914 il Gambetta fu presente alla battaglia di Antivari, durante la quale fu affondato l'incrociatore austro-ungarico SMS Zenta. Con la flotta austro-ungarica chiusa nei propri porti, l'incrociatore fu quindi destinato alla scorta dei convogli navali diretti al porto di Antivari nell'alleato Regno del Montenegro e al pattugliamento del Canale d'Otranto per intercettare navi nemiche in uscita dall'Adriatico.
Alle 00:40 del 27 aprile il Gambetta era in crociera diretto ad Antivari quando fu attaccato a sud di Santa Maria di Leuca dal sommergibile austro-ungarico U-5, salpato dalla base di Cattaro due giorni prima: il sommergibile colpì la nave con due siluri, uno dei quali esplose all'altezza della paratia che separava le dinamo della sala macchine mentre l'altro detonò sul retro della passerella; privo di corrente elettrica e in preda agli incendi, l'incrociatore si inclinò immediatamente di 15° a babordo e l'evacuazione dell'equipaggio si svolse con una certa confusione, senza poter lanciare un SOS. La nave si inabissò infine nella posizione 39° 30' Nord 18° 15' Est, portando con sé 684 membri dell'equipaggio tra cui il comandante, capitano di vascello André, e il contrammiraglio Sénès. Una scialuppa dell'incrociatore con a bordo 108 superstiti riuscì a raggiungere Santa Maria di Leuca alle 8:30, recando la notizia dell'affondamento: le torpediniere italiane 33 P.N. e 36 P.N. uscirono da Brindisi e raggiunsero il luogo del siluramento alle 13:20, dove furono recuperati 27 naufraghi, mentre altri due naufraghi furono recuperati più tardi dai cacciatorpediniere Indomito e Intrepido usciti da Taranto; poiché l'Italia era in quel momento ancora neutrale, in ottemperanza alle convenzioni internazionali i 137 superstiti del Gambetta furono internati a Siracusa fino al 30 maggio 1915, quando infine furono imbarcati per Malta.